# Équipe de France masculine de handball aux Jeux olympiques d'été de 1996
Cet article relate le parcours de l'Équipe de France masculine de handball lors des Jeux olympiques de 1996 organisés à Atlanta aux États-Unis. Il s'agit de la 2e participation de la France aux Jeux olympiques.
Après la médaille de bronze brillamment remportée aux JO de 1992, « les Barjots » ont confirmé leur entrée dans le gotha du handball mondial en disputant une première finale mondiale en 1993 (perdue face à la Russie 19-28 en Suède) puis en remportant le Champions du monde 1995 en Islande en battant la Croatie 23-19 en finale. Ce trophée est le premier titre mondial remporté par la France tous sports collectifs confondus.
Ces Jeux olympiques ont vocation à être l'apothéose de cette génération. Mais après une phase de poule quasi parfaite, les dissensions internes prennent le dessus et les Barjots terminent au pied du podium après deux défaites face à la Croatie en demi-finale puis face à l'Espagne dans le match pour la 3e place. 
Cette défaite amère marque la fin des Barjots, les piliers des premières conquêtes comme Frédéric Volle, Denis Lathoud et Pascal Mahé ayant pris leur retraite internationale.

## Présentation

### Qualification et contexte
La France obtient sa qualification grâce à sa victoire au Championnat du monde 1995 en Islande.

### Matchs de préparation
La France a notamment participé au Championnat d'Europe, disputé du 24 mai au 2 juin 1996 et terminé à la 7e place :
| Tour                      | Date   | Équipe 1 | Score   | Équipe 2     |
| ------------------------- | ------ | -------- | ------- | ------------ |
| Phase de poule (4e place) | 24 mai | France   | 25 – 22 | Danemark     |
| Phase de poule (4e place) | 25 mai | France   | 29 – 31 | Rép. tchèque |
| Phase de poule (4e place) | 26 mai | France   | 27 – 20 | Roumanie     |
| Phase de poule (4e place) | 28 mai | France   | 20 – 26 | Suède        |
| Phase de poule (4e place) | 29 mai | France   | 29 – 21 | Espagne      |
| Match pour la 7e place    | 31 mai | France   | 24 – 21 | Allemagne    |

Elle a ensuite réalisé un stage de préparation olympique à Montpellier, suivi de trois matchs face à la Suisse :
- 11 juillet, à 20 heures, à Castelnau-le-Lez.
- 12 juillet, à 20h30, à Perpignan.
- 13 juillet, en après-midi, à Banyuls.

La recette de ces 3 matches internationaux est allé à l'association SOS Villages d'enfants à Sarajevo et à la lutte contre le SIDA.

### Effectif
Parmi les absents, Philippe Gardent, Thierry Perreux, Éric Quintin, Laurent Munier, Barjots historiques, ont pris, de gré ou de force, leur retraite internationale.
De plus, par rapport au Championnat d'Europe disputé deux mois plus tôt, Marc Wiltberger et Franck Maurice n'ont pas été retenus par Costantini au profit de d'Éric Amalou et des retours de Yohann Delattre et de Frédéric Volle

## Phase de groupe
La France évolue dans le groupe B. Les champions du monde Français s'imposent comme attendu lors de ces quatre premiers matchs avant de s'incliner 23 à 24 face à l'Allemagne, sans pour autant remettre en cause leur première place qualificative pour les demi-finales. La seconde place qualificative s'est disputée entre l'Espagne, vice-champion d'Europe deux mois plus tôt et l'Égypte qui vient de réaliser la meilleure performance d'une équipe africaine aux championnats du monde avec une 6e place. Avec trois victoires et une défaite (face à la France), cette ultime confrontation tient toutes ces promesses avec une courte défaite 19 à 20 des Égyptiens, même si les Espagnols ont mené au score la majeure partie du temps.
|     | Équipe    | Pts | J | G | N | P | Bp  | Bc  | Diff |
| --- | --------- | --- | - | - | - | - | --- | --- | ---- |
| 1er | France    | 8   | 5 | 4 | 0 | 1 | 145 | 114 | 31   |
| 2e  | Espagne   | 8   | 5 | 4 | 0 | 1 | 114 | 97  | 17   |
| 3e  | Égypte    | 6   | 5 | 3 | 0 | 2 | 113 | 103 | 10   |
| 4e  | Allemagne | 6   | 5 | 3 | 0 | 2 | 121 | 112 | 9    |
| 5e  | Algérie   | 1   | 5 | 0 | 1 | 4 | 95  | 117 | -22  |
| 6e  | Brésil    | 1   | 5 | 0 | 1 | 4 | 100 | 145 | -45  |

| Date            | Équipe 1 | Score   | Équipe 2  |
| --------------- | -------- | ------- | --------- |
| 24 juillet 1996 | France   | 27 - 25 | Espagne   |
| 25 juillet 1996 | France   | 33 - 22 | Algérie   |
| 27 juillet 1996 | France   | 37 - 23 | Brésil    |
| 29 juillet 1996 | France   | 25 - 20 | Égypte    |
| 31 juillet 1996 | France   | 23 - 24 | Allemagne |

| 24 juillet 1996 11h45 | France            | 27 – 25                       | Espagne            | Georgia World Congress Center, Atlanta Affluence : 5 000 Arbitrage : V. Vujnovic, P. Mladinic |
| 24 juillet 1996 11h45 | Guéric Kervadec 6 | (10-9)                        | Alberto Urdiales 8 | Georgia World Congress Center, Atlanta Affluence : 5 000 Arbitrage : V. Vujnovic, P. Mladinic |
| 24 juillet 1996 11h45 | ×3 ×5             | FDM officielle LA84 Olympedia | ×2 ×7 ×1           | Georgia World Congress Center, Atlanta Affluence : 5 000 Arbitrage : V. Vujnovic, P. Mladinic |

| 25 juillet 1996 11h45 | France | 33 – 22        | Algérie | Georgia World Congress Center, Atlanta Arbitrage : Oie et Hognes |
| 25 juillet 1996 11h45 | Christian Gaudin (GB, 13 ar.) Pascal Mahé (1/2, ) Philippe Schaaf (0/1, ) Frédéric Volle (4/5) Denis Lathoud (0/0, ) Guéric Kervadec (3/3) Stéphane Cordinier (1/2) Gaël Monthurel (0/0) Stéphane Joulin (5/6) Raoul Prandi (6/7, ) Jackson Richardson (4/5, ) Stéphane Stoecklin (9/13) | (13–10)        | Amar Daoud (GB, 3 ar.) Karim El-Maouhab (GB, 3 ar.) Redouane Aouachria (2/2, ) Salim Nedjel (4/10, ) Nabil Rouabhi (0/3) Redouane Saïdi (4/6, ) Benali Beghouach (2/2) Sofiane Lamali (5/14) Rabah Gherbi (2/6) Achour Hasni (1/1) Mohamed Bouziane (1/1, ) Salim Abes (1/2) | Georgia World Congress Center, Atlanta Arbitrage : Oie et Hognes |
| 25 juillet 1996 11h45 | ×2 ×5 | LA84 Olympedia | ×2 | Georgia World Congress Center, Atlanta Arbitrage : Oie et Hognes |

Remarque : Costantini a choisi de retenir qu'un seul gardien pour ce match.
| 27 juillet 1996 20h45 | France            | 37 – 23        | Brésil          | Georgia World Congress Center, Atlanta Arbitrage : M. Moëlle Mabounda, D. M'Voula |
| 27 juillet 1996 20h45 | Frédéric Volle 14 | (16-10)        | Miltonho (en) 7 | Georgia World Congress Center, Atlanta Arbitrage : M. Moëlle Mabounda, D. M'Voula |
| 27 juillet 1996 20h45 | ×2 ×4             | LA84 Olympedia | ×3 ×2           | Georgia World Congress Center, Atlanta Arbitrage : M. Moëlle Mabounda, D. M'Voula |

| 29 juillet 1996 10h00 | France          | 25 – 20        | Égypte            | Georgia World Congress Center, Atlanta Arbitrage : B. Hognes, S. Oie |
| 29 juillet 1996 10h00 | Denis Lathoud 8 | (12-9)         | Mahmoud Soliman 5 | Georgia World Congress Center, Atlanta Arbitrage : B. Hognes, S. Oie |
| 29 juillet 1996 10h00 | ×3              | LA84 Olympedia | ×2 ×4             | Georgia World Congress Center, Atlanta Arbitrage : B. Hognes, S. Oie |

| 31 juillet 1996 16h15 | France         | 23 – 24        | Allemagne    | Georgia World Congress Center, Atlanta Arbitrage : P. Brussel, A. van Dongen |
| 31 juillet 1996 16h15 | Raoul Prandi 6 | (10-12)        | Jan Fegter 7 | Georgia World Congress Center, Atlanta Arbitrage : P. Brussel, A. van Dongen |
| 31 juillet 1996 16h15 | ×3             | LA84 Olympedia | ×2 ×5        | Georgia World Congress Center, Atlanta Arbitrage : P. Brussel, A. van Dongen |

## Phase finale
|  | Demi-finales | Demi-finales |                        |    | Finale      | Finale      |
|  | Demi-finales | Demi-finales |                        |    | Finale      | Finale      |
|  |              |              |                        |    |             |             |
|  | 2 août 1996  | 2 août 1996  |                        |    | 4 août 1996 | 4 août 1996 |
|  | 2 août 1996  | 2 août 1996  |                        |    | 4 août 1996 | 4 août 1996 |
|  | Suède        | 25           |                        |    | 4 août 1996 | 4 août 1996 |
|  | Suède        | 25           |                        |    | 4 août 1996 | 4 août 1996 |
|  | Espagne      | 20           |                        |    | 4 août 1996 | 4 août 1996 |
|  | Espagne      | 20           | Suède                  | 26 |             |             |
|  | 2 août 1996  |              | Suède                  | 26 |             |             |
|  |              | Croatie      | 27                     |    |             |             |
|  | France       | Croatie      | 27                     | 20 |             |             |
|  | France       |              |                        | 20 |             |             |
|  | Croatie      | 24           |                        |    |             |             |
|  | Croatie      | 24           | Match pour la 3e place |    |             |             |
|  |              |              |                        |    |             |             |
|  | 4 août 1996  |              |                        |    |             |             |
|  |              |              |                        |    |             |             |
|  | Espagne      | 27           |                        |    |             |             |
|  | Espagne      | 27           |                        |    |             |             |
|  | France       | 25           |                        |    |             |             |
|  | France       | 25           |                        |    |             |             |

### Demi-finale
La demi-finale est une belle de la finale du Mondial 1995 entre la France et la Croatie. Assoiffés de revanche, les Croates prennent rapidement l'avantage et atteignent la mi-temps avec une avance de 4 buts que les Français ne parviendront jamais à combler (24-20). C'est un échec cuisant pour les Français de Costantini qui voyaient l'or olympique comme l'apothéose d'années de travail. Mais « l'âme des Barjots n'était plus là », comme l'exprime Frédéric Volle et les dissensions internes se révèlent au grand jour au point que plusieurs joueurs, pétris de déception ne veulent même plus se battre pour la médaille de bronze. C'est la fin d'une époque et plusieurs Barjots mettront d'ailleurs un terme à leur carrière internationale à l'issue du tournoi olympique.
| 2 août 1996 | France | 20 – 24 | Croatie | Georgia Dome Arbitrage : Oie, Hognes |
| 2 août 1996 | Christian Gaudin (GB, 15/46) Bruno Martini (GB, 0/1) Yohann Delattre (GB) Pascal Mahé (0/0) Philippe Schaaf (0/0) Frédéric Volle (3/6) Denis Lathoud (2/4) Guéric Kervadec (3/3) Stéphane Cordinier (0/0) Gaël Monthurel (0/0) Grégory Anquetil (1/6) Éric Amalou (1/4) Stéphane Joulin (0/0) Raoul Prandi (0/0) Jackson Richardson (2/4) Stéphane Stoecklin (8/13). | (8-12)  | Valter Matošević (GB, 12/40) Venio Losert (GB, -) Vladimir Jelčić (0/0) Goran Perkovac (4/8) Irfan Smajlagić (2/6) Božidar Jović (3/4) Alvaro Načinović (0/0) Vladimir Šujster (0/0) Bruno Gudelj (0/0) Nenad Kljaić (1/1) Iztok Puc (2/3) Zoran Mikulić (0/2) Patrik Ćavar (8/12) Valner Franković (0/0) Slavko Goluža (2/5) Zlatko Saračević (2/6). | Georgia Dome Arbitrage : Oie, Hognes |
| 2 août 1996 | LA84.org |         | | Georgia Dome Arbitrage : Oie, Hognes |

### Match pour la3eplace
La France s'incline face à l'Espagne et termine au pied du podium. Si les Espagnols doivent s'employer pour atteindre la mi-temps avec un but d'avance (13-12), ils prennent jusqu'à sept longueurs d'avance au milieu de la seconde mi-temps (23-16, 47e). Les Français parviennent malgré tout à un but à trente secondes de la fin, mais l'Espagne marque un nouveau but pour finalement s'imposer 27 à 25.
| 4 août 1996 11h00 | Espagne | 27 – 25                                      | France | Georgia Dome Affluence : 25 000 Arbitrage : Per Elbrønd, Kjeld Løvqvist |
| 4 août 1996 11h00 | Jaume Fort (GB, 60 min, 12/45) Jordi Núñez (GB, 0/2 à 7 m) Demetrio Lozano (5/6) Salvador Esquer (5/6) Rafael Guijosa (2/4 dont 2 pen) Raúl González (0/1) Iñaki Urdangarin (2/9, ) Jesús Olalla (3/8) Talant Dujshebaev (3/12) Alberto Urdiales (5/7 dont 1 pen) Juan Pérez (0/0, ) Aitor Etxaburu (2/2, ). | (13-12)                                      | Yohann Delattre (GB, 30 min) Bruno Martini (GB, 30 min, ) Pascal Mahé (1/1) Frédéric Volle (2/8) Denis Lathoud (0/1) Guéric Kervadec (3/3) Stéphane Cordinier (7/9) Gaël Monthurel (0/0) Stéphane Joulin (1/2) Raoul Prandi (2/4) Jackson Richardson (3/4, ) Stéphane Stoecklin (6/15 dont 2 pen). | Georgia Dome Affluence : 25 000 Arbitrage : Per Elbrønd, Kjeld Løvqvist |
| 4 août 1996 11h00 | ×2 ×3 ×1 | olympedia.org officielle LA84.org Telegramme | ×3 | Georgia Dome Affluence : 25 000 Arbitrage : Per Elbrønd, Kjeld Løvqvist |

## Statistiques et récompenses

### Récompenses
Deux joueurs de l'équipe de France est désigné dans l'équipe-type de la compétition :
- Stéphane Stoecklin : élu meilleur arrière droit
- Frédéric Volle : élu meilleur arrière gauche

### Buteurs
Stéphane Stoecklin et Frédéric Volle terminent sur le podium des meilleurs buteurs derrière le croate Patrik Ćavar
| Rang | Joueur             | Sélection | Buts | Tirs | %      | MJ | Moy |
| ---- | ------------------ | --------- | ---- | ---- | ------ | -- | --- |
| 1    | Patrik Ćavar       | Croatie   | 43   | 60   | 71,7 % | 6  | 7,2 |
| 2    | Stéphane Stoecklin | France    | 36   | 68   | 52,9 % | 6  | 6,0 |
| 3    | Frédéric Volle     | France    | 35   | 58   | 60,3 % | 7  | 5,0 |
| 3    | Marc Baumgartner   | Suisse    | 35   | 71   | 49,3 % | 6  | 5,8 |
| 5    | Alberto Urdiales   | Espagne   | 31   | 47   | 66,0 % | 7  | 4,4 |
| 5    | Irfan Smajlagić    | Croatie   | 31   | 48   | 64,6 % | 6  | 5,2 |
| 7    | Valeri Gopine      | Russie    | 30   | 42   | 71,4 % | 6  | 5,0 |
| 7    | Erik Hajas         | Suède     | 30   | 42   | 71,4 % | 6  | 5,0 |
| 7    | Pierre Thorsson    | Suède     | 30   | 42   | 71,4 % | 6  | 5,0 |

Par ailleurs, Jackson Richardson est le meilleur intercepteur avec une moyenne de 2,3 interceptions par match (16 contres en 7 matchs) et Frédéric Volle est le deuxième meilleur contreur avec une moyenne de 1,6 contre par match (11 contres en 7 matchs).
Les statistiques détaillées de l'équipe de France sont :
| Rang  | Joueur             | Poule | Poule | Poule | Poule | Poule | Phase finale | Phase finale | Statistiques | Statistiques | Statistiques |
| Rang  | Joueur             |       |       |       |       |       |              |              | Buts         | MJ           | Moy.         |
| ----- | ------------------ | ----- | ----- | ----- | ----- | ----- | ------------ | ------------ | ------------ | ------------ | ------------ |
| 1     | Stéphane Stoecklin | 4     | 9     | NR    | 3     | 6     | 8            | 6            | 36           | 6            | 6,0          |
| 2     | Frédéric Volle     | 3     | 4     | 14    | 7     | 2     | 3            | 2            | 35           | 7            | 5,0          |
| 3     | Guéric Kervadec    | 6     | 3     | 3     | 1     | 2     | 3            | 3            | 21           | 7            | 3,0          |
| 4     | Raoul Prandi       | 2     | 6     | 4     | 0     | 6     | ?            | 2            | 20           | 7            | 2,9          |
| 5     | Jackson Richardson | 3     | 4     | 2     | 1     | 4     | 2            | 3            | 19           | 7            | 2,7          |
| 6     | Denis Lathoud      | 1     | 0     | 4     | 8     | ?     | 2            | 0            | 15           | 6 ou 7       | -            |
| 7     | Grégory Anquetil   | 5     | NR    | 4     | 2     | NR    | 1            | NR           | 12           | 4            | 3,0          |
| 8     | Stéphane Cordinier | NR    | 1     | NR    | NR    | 3     | NR           | 7            | 11           | 3            | 3,7          |
| 9     | Stéphane Joulin    | NR    | 5     | 5     | NR    | 0     | NR           | 1            | 11           | 4            | 2,8          |
| 10    | Éric Amalou        | 2     | NR    | 1     | 1     | NR    | 1            | NR           | 5            | 4            | 1,3          |
| 11    | Gaël Monthurel     | 1     | 0     | 0     | 2     | ?     | ?            | NR           | 3            | 4 à 6        | -            |
| 12    | Pascal Mahé        | 0     | 1     | NR    | 0     | ?     | ?            | 1            | 2            | 4 à 6        | -            |
| 13    | Philippe Schaaf    | NR    | 0     | 0     | NR    | 0     | ?            | NR           | 0            | 3 ou 4       | 0            |
| Total | Total              | 27    | 33    | 37    | 25    | 23    | 20           | 25           | 190          | 7            | 27,1         |

| Rang  | Joueur           | Poule | Poule | Poule | Poule | Poule | Phase finale | Phase finale | Statistiques | Statistiques | Statistiques |
| Rang  | Joueur           |       |       |       |       |       |              |              | Arrêts       | MJ           | Moy.         |
| ----- | ---------------- | ----- | ----- | ----- | ----- | ----- | ------------ | ------------ | ------------ | ------------ | ------------ |
| 1     | Bruno Martini    | 12    | NR    | 10    | 2     | 8     | 0            | 9            | 41           | 6            | 6,8          |
| 2     | Christian Gaudin | 0     | 13    | NR    | 7     | NR    | 15           | 0            | 35           | 5            | 7,0          |
| 3     | Yohann Delattre  | NR    | NR    | 8     | NR    | 5     | NR           | 8            | 21           | 3            | 7,0          |
| Total | Total            | 12    | 13    | 18    | 9     | 13    | 15           | 17           | 97           | 7            | 13,9         |

NR : non retenu pour le match (généralement 12 joueurs sur la feuille de match, 10 joueurs de champ et 2 gardiens de buts sauf le match contre l'Algérie joué avec un seul gardien)

### Gardiens de but
Yohann Delattre termine cinquième meilleur gardien en pourcentage d'arrêts :
| Rang | Joueur          | Sélection | %      | Arrêts | Tirs | MJ | Moy |
| ---- | --------------- | --------- | ------ | ------ | ---- | -- | --- |
| 1    | Rolf Dobler     | Suisse    | 40,8 % | 31     | 76   | 6  | 5,2 |
| 2    | Andreas Thiel   | Allemagne | 35,8 % | 53     | 148  | 6  | 8,8 |
| 3    | Mats Olsson     | Suède     | 35,6 % | 69     | 194  | 7  | 9,9 |
| 4    | Ayman Soliman   | Égypte    | 34,1 % | 31     | 91   | 4  | 7,8 |
| 5    | Yohann Delattre | France    | 30,0 % | 21     | 70   | 3  | 7,0 |